# The Seventh Sign
The Seventh Sign is een religieuze horrorfilm uit 1988 van regisseur Carl Schultz. Zeven vreemde verschijnselen kondigen het einde van de wereld aan en de zwangere Abby Quinn (Demi Moore) lijkt hierin een sleutelrol te spelen.

## Verhaal
Om aan wat extra geld te komen met een baby op komst, halen Abby en Russell Quinn de teruggetrokken huurder David Bannon (Jürgen Prochnow) in huis. Vanaf dat moment beginnen zich vreemde verschijnselen voor te doen in de wereld. Er zijn rivieren gevuld met bloed, woestijnen bevriezen, de oceanen raken levenloos en de maan kleurt rood. Het blijken enkele van in totaal zeven apocalyptische tekenen te zijn die het einde van de wereld aankondigen. De telkens op de onheilsplekken opduikende Bannon blijkt het huis van de Quinns niet bij toeval gekozen te hebben. Abby is de enige die kan voorkomen dat de wereld vergaat wanneer het zevende zegel verbroken wordt en het zevende teken zich gaat voltrekken. Ze moet voorkomen dat de eerste mens zonder ziel geboren wordt, wanneer 'de laatste martelaar', Jimmy Szaragosa (John Taylor), aan zijn einde komt.

## De 'Guf'
Een belangrijke rol in The Seventh Sign is weggelegd voor de 'Guf', een plaats geleend uit het Joods mysticisme. De Guf is een plaats waar zielen zich bevinden voor de geboorte. In The Seventh Sign dreigt deze leeg te raken. Wanneer dit gebeurt, zal de eerste mens zonder ziel worden geboren en daarmee het einde van de wereld inleiden. De zich als pastoor Lucci voordoende Romeinse centurio Cartaphilus (Ned: Ahasverus de 'wandelende Jood', gespeeld door Peter Friedman) wil tegengaan dat Abby dit voorkomt. Hij bood Jezus bijna 2000 jaar daarvoor geen hulp tijdens zijn tocht naar de Golgotha. Daarom werd hij vervloekt om de aarde te bewandelen totdat deze zou vergaan, wat hij sindsdien gedaan heeft. Cartaphilus verkiest het opgaan in het niets wanneer de wereld vergaat, boven nog langer in deze wereld leven.

## De zeven tekenen
De zeven tekenen (zeven verbroken zegels) uit The Seventh Sign zijn in chronologische volgorde:
- De vier ruiters van de Apocalyps
- de dood van 'de laatste martelaar'
- aardbevingen en een bloedrode maan
- de geboorte van een baby zonder ziel

## Rolverdeling
| Acteur          | Personage                |
| --------------- | ------------------------ |
| Demi Moore      | Abby Quinn               |
| Michael Biehn   | Russell Quinn            |
| Jürgen Prochnow | The Boarder              |
| Peter Friedman  | Father Lucci/Cartaphilus |
| Manny Jacobs    | Avi                      |
| John Taylor     | Jimmy Szaragosa          |
| John Heard      | eerwaarde                |
| Richard Devon   | kardinaal                |

## Trivia
- De Bijbel bevat feitelijk geen passage waarin de zeven tekens uit The Seventh Sign genoemd staan. Het boek verwijst enkel naar de zegels in de Openbaring van Johannes, in de volgende vorm:

1. Toen zag ik dit: het lam verbrak een van de zeven zegels en ik hoorde een van de vier wezens roepen met een geluid als een donderslag: ‘Kom!’
2. Ik zag dit: een wit paard met een ruiter, die een boog droeg. Hij kreeg een zegekrans en trok op als een overwinnaar, de overwinning tegemoet.
3. Toen het lam het tweede zegel verbrak, hoorde ik het tweede wezen zeggen: ‘Kom!’
4. Er verscheen een ander, vuurrood paard. De ruiter kreeg de opdracht om de vrede uit de wereld te verdrijven, zodat men elkaar zou afslachten. Hij kreeg een groot zwaard.
5. Toen het derde zegel werd verbroken, hoorde ik het derde wezen zeggen: ‘Kom!’ Ik zag dit: een zwart paard met een ruiter, die een weegschaal in zijn hand hield.
6. Te midden van de vier wezens hoorde ik iets als een stem zeggen: ‘Een dagloon voor een portie tarwe en hetzelfde bedrag voor drie porties gerst. Maar laat wijn en olijfolie ongemoeid.’
7. Toen het vierde zegel werd verbroken, hoorde ik het vierde wezen zeggen: ‘Kom!’
8. Toen zag ik een vaalgeel paard. De ruiter heette Dood, en Dodenrijk vergezelde hem. Zij kregen toestemming om op een vierde deel van de aarde dood en verderf te zaaien, door middel van het zwaard, hongersnood, dodelijke ziekten en wilde dieren.
9. Toen het lam het vijfde zegel verbrak, zag ik aan de voet van het altaar de zielen van al degenen die geslacht waren omdat ze over God hadden gesproken en vanwege hun getuigenis.
10. Ze riepen luid: ‘O heilige en betrouwbare Heer, wanneer zult u de mensen die op aarde leven eindelijk straffen en ons bloed op hen wreken?’
11. Ieder van hen kreeg witte kleren. Verder werd hen gezegd nog een korte tijd geduld te hebben, totdat ook de andere dienaren, hun broeders en zusters die net als zij zouden worden gedood, zich bij hen gevoegd zouden hebben.
12. Ik zag, toen het zesde zegel verbroken werd, hoe er een zware aardbeving kwam. De zon werd zwart als een rouwkleed en de maan werd bloedrood.

(Openbaring 6, 1-12)
1. Toen het lam het zevende zegel verbrak, viel er een stilte in de hemel, gedurende ongeveer een half uur.
2. Ik zag de zeven engelen die voor Gods troon staan. Ze kregen alle zeven een bazuin.
3. Toen kwam er een andere engel, die met een gouden wierookschaal bij het altaar ging staan. Hij kreeg een grote hoeveelheid wierook om die op het gouden altaar voor de troon te offeren, samen met de gebeden van alle heiligen.
4. De rook van de wierook steeg met de gebeden van de heiligen uit de hand van de engel op naar God.
5. Toen nam de engel de wierookschaal, vulde hem met vuur van het altaar en wierp dat op de aarde. Er volgden donderslagen, groot geraas, bliksemschichten en een aardbeving.

(Openbaring 8, 1-5)